# Tom Kibble
Thomas Walter Bannerman Kibble (23 de diciembre de 1932-2 de junio de 2016), fue un científico británico, investigador senior en The Blackett Laboratory, en el Imperial College London, y perteneció a la Royal Society. Sus principales investigaciones han sido en Teoría cuántica de campos, especialmente la relación entre la Física de partículas de alta energía y la cosmología. Ha trabajado en los mecanismos de rupturas de simetría, los cambios de estados y defectos topológicos que se pueden formar. Su artículo seminal sobre cuerdas cósmicas introdujo el fenómeno en la cosmología moderna. Se graduó de la Universidad de Edimburgo.
Kibble es conocido por el codescubrimento del mecanismo de Higgs-Kibble y el bosón de Higgs junto a Gerald Guralnik y Carl R. Hagen. Por este descubrimiento Kibble recibió en 2010 el premio Sakurai.
Fue galardonado en 1981 con la medalla Hughes, concedida por la Royal Society y compartida con Peter Higgs, «por sus contribuciones internacionales sobre la ruptura espontánea de simetrías fundamentales en la teoría de las partículas elementales». También fue distinguido con la Medalla y Premio Rutherford del Institute of Physics (1984) y con la Medalla y Premio Faraday (1993). Además es miembro de la American Physical Society, de la Sociedad Europea de Física y comendador de la Orden del Imperio Británico.
Kibble fue uno de los dos copresidentes de un programa de investigación interdisciplinario financiado por la Fundación Europea de la Ciencia (ESF) sobre Cosmología en el laboratorio COSLAB desde 2001 a 2005. Anteriormente, fue el coordinador de la Red del FSE en los defectos topológicos en Física de Partículas, la Cosmología y la Materia Condensada (TOPDEF). Kibble es el autor, junto con Frank Berkshire del Departamento de Matemáticas del Imperial College, de un libro de texto en mecánica clásica. En 2008, fue nombrado árbitro excepcional por la American Physical Society.